# Матеревбивство

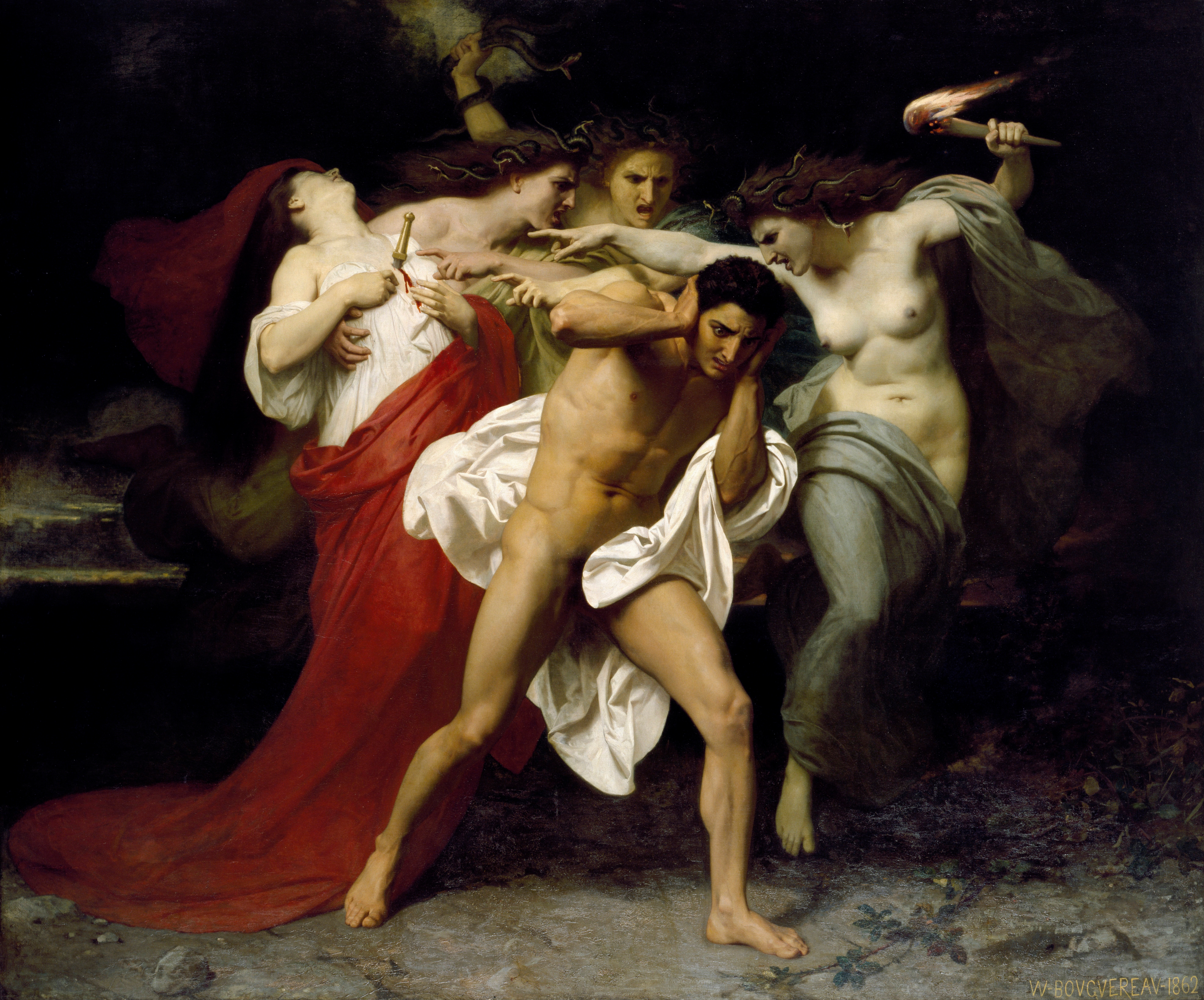
Орест, переслідуваний фуріями Вільям-Адольф Бугро. Ореста мучать фурії за вбивство його матері Клітемнестри.

Матеревбивство або Матрицид — це вбивство власної матері.

## Відомі або підозрювані приклади матрициду
- 284 рокудо н. е. цариця Гераклеї Амастрида була втоплена двома своїми синами.
- 101 року до н. е. за участь у змові Клеопатра III Єгипетська була вбита в за наказом свого сина Птолемея X.
- Птолемей XI Александр Єгипетський наказав убити свою дружину, Береніку III, невдовзі після їхнього весілля у 80 р. до н. е. Вона також була його мачухою і зведеною сестрою.
- У 59 р. н. е. римський імператор Нерон, за переказами, наказав убити свою матір Агрипину Молодшу, нібито через те, що вона була в змові проти нього.
- Під час нападу манії 1796 року Мері Енн Ламб, психічно хвора сестра есеїста Чарльза Ламба, вбила їхню хвору матір.
- 1930 року за вбивство своєї матері з метою отримання страховки був повішений британець Сідні Гаррі Фокс.
- Битва за Окінаву, 1945 рік: Існують свідчення, що цивільні особи Окінави вбивали своїх матерів, щоб запобігти їхньому захопленню, зґвалтуванню, катуванню та/або вбивству американськими військами, що вторглися на Окінаву[1].
- Справа про вбивство Паркер-Халм 1954 року, в якій 16-річна Поліна Паркер забила до смерті свою матір Онору за допомогою 15-річної подруги Паркер Джульєтти Галм. Ця справа була екранізована у фільмі 1994 року «Небесні створіння».
- 1955 року Джек Гілберт Грем убив свою матір разом із 43 людьми, підклавши динамітну бомбу у валізу матері, яку згодом завантажили на борт рейсу 629 авіакомпанії United Airlines.
- 1960 року Генрі Лі Лукас убив свою матір, вдаривши її ножем у шию.
- Чарльз Вітмен убив свою матір і дружину перед тим, як 1 серпня 1966 року влаштував стрілянину з оглядового майданчика 32-поверхової адміністративної будівлі Техаського університету в Остіні, в результаті якої загинуло 14 і було поранено 31 особу. Зрештою, він був застрелений поліцією Остіна.
- 9 листопада 1971 року Джон Еміль Ліст убив свою матір, дружину і трьох дітей, що робить його винним у дітовбивстві та дружиновбивстві. 18 років він переховувався від правосуддя. Ліст був заарештований 1 червня 1989 року після виходу в ефір одного з епізодів програми «Найбільш розшукувані злочинці Америки». 1 травня 1990 року був засуджений до п'яти довічних термінів ув'язнення.
- 11 листопада 1972 року Ентоні Бейкленд вбив свою матір, Барбару Дейлі Бейкленд, в їхній розкішній лондонській квартирі. Вона нібито зґвалтувала його, щоб «вилікувати» його гомосексуальність. На основі цієї події засновані книга і фільм «Дика Грейс».
- 1973 року серійний вбивця Едмунд Кемпер забив свою матір до смерті в разом з однією з подруг матері, перш ніж здався поліції. До цього він скоїв шість сексуальних убивств. В юності Кемпер зазнав психологічного насильства від своєї домінуючої матері.
- Рональд ДеФео молодший убив своїх батьків і чотирьох братів і сестер у місці, яке згодом стане відомим як «Будинок жахів в Емітівіллі».
- 1976 року Бредфорд Бішоп нібито забив до смерті свою матір, дружину і трьох дітей. Він був звинувачений у вбивствах і залишається на волі.
- Джим Гордон, сесійний музикант, який грав на барабанах у групі Еріка Клептона Derek and the Dominos, у 1983 році забив свою матір молотком, а потім зарізав її м'ясницьким ножем. У травні 1984 року він був засуджений до шістнадцяти років довічного ув'язнення.
- Кампо Еліас Дельгадо вбив свою матір і ще 28 осіб у серії вбивств, яка закінчилася його смертю в 1986 році.
- 1986 року у своєму будинку в Голлівуді актриса 1950-х років Сьюзен Кебот була забита до смерті своїм сином Тімоті Романом. Він був засуджений за ненавмисне вбивство.
- 1987 року Майкл Роберт Райан убив свою матір, а потім вчинив збройне побоїще в Гангерфорді, Англія.
- 1988 року Девід Бром сокирою убив свою матір, а також батька, молодшого брата і сестру.
- 1991 року в Північній КаролініПітер Лундін убив свою матір. Після відбуття тюремного ув'язнення він переїхав до Данії, де вбив свою подругу та двох її дітей.
- Під час широко розрекламованого судового процесу в липні 1996 року Лайл і Ерік Менендеси були засуджені за вбивство з вогнепальної зброї своїх батьків у 1989 році.
- У червні 1997 року житель штату Міссісіпі Люк Вудхем убив свою матір. Згодом він вбив ще двох осіб і поранив сімох під час стрілянини у школі Перл у 1997 році. В даний час відбуває довічне ув'язнення у в'язниці штату Міссісіпі.
- Кіп Кінкель (1982-), хлопець з Орегону, засуджений за вбивство обох батьків, а також за вбивство двох учнів своєї школи 20 травня 1998 року.
- У серпні 2000 року відома урологиня доктор І. Кетлін Гаген вбила свою матір і батька, але була виправдана на підставі неосудності.
- 2000 року 16-річний підліток Юкіо Ямаджі, що проживав у Японії, убив свою матір. Після звільнення у 2005 році він зґвалтував і вбив жінку та її сестру. 2009 року він був страчений через повішення.
- Вважається, що Діпендра Непальський (1971—2001) вбив більшу частину своєї сім'ї під час королівського обіду 1 червня 2001 року, в тому числі свою матір королеву Айсварію, батька, брата і сестру. Ця заява оточена змовами і суперечками.
- 2001 року Еріка ді Нардо вбила свою матір і брата.
- 2001 року австралієць Сеф Гонзалес убив свого батька, матір і сестру.
- Сара Марі Джонсон (1987-), дівчина зі штату Айдахо, була засуджена за вбивство обох своїх батьків вранці 2 вересня 2003 року.
- Деніел Петрік смертельно застрелив свою матір у 2007 році.
- Майкл Кеннет МакЛендон розпочав стрілянину в окрузі Женева, вбивши свою матір у їхньому будинку в Алабамі.
- Джоанна Вітт була вбита своєю дочкою-підлітком Тайларом і хлопцем Тайлара Стівеном Колвером у червні 2009 року.
- Джасмія Каніша Вайтхед (1993 р.н.) і Тасмія Джаніша Вайтхед (1993 р.н.) — однояйцеві близнюки, засуджені у 2014 році за вбивство Ніккі Вайтхед (їхньої матері)[2].
- Дженніфер Пен інсценувала вторгнення в будинок, яке призвело до вбивства її матері, Біч Пен, 8 листопада 2010 року.
- Тайлер Гедлі, винний у вбивстві своїх батьків, у 2011 році вбив своїх матір і батька молотком. Він був засуджений до довічного ув'язнення.
- Трей Сеслер смертельно застрелив своїх матір, батька і брата 20 березня 2012 року. Він розповів слідчим, що планував влаштувати стрілянину в середній школі, розташованій неподалік. Він хотів убити свою сім'ю, щоб їм не було соромно[3].
- Під час стрілянини в початковій школі Сенді Хук Адам Ланза застрелив свою матір разом з 20 дітьми, 6 іншими дорослими, а потім і себе 14 грудня 2012 року[4].
- Девід Роденбаргер вбив свою матір Мішель Хаскінс і 6-річну сестру Джилліан Гаскінс[5] у лютому 2013 року. Роденбаргер страждав на параноїдальну шизофренію[6] і покінчив життя самогубством, перебуваючи у в'язниці[7].
- Вбивство з квіселем, жовтень 2014 року: Данська 15-річна Ліза Борх та її 29-річний іракський хлопець Бахтіар Мохаммед Абдулла були засуджені за вбивство своєї матері, коли вона спала.
- Ешлі Мартінсон вбила свою матір, Дженніфер Ейерс, після того, як Ешлі вбила свого вітчима з рушниці.
- Вбивство Ді-Ді Бланшард, червень 2015 року: 23-річна Роуз Бланшард та її 26-річний хлопець Ніколас Ґоджон зарізали матір, поки та спала. Ді-Ді, ймовірно, страждала на синдром Мюнхгаузена за посередництвом.
- Джейк Девісон, серпень 2021 року: застрелив свою матір, Максін, та інших людей, зокрема трирічну дівчинку.